# 斷線刺尻魚
斷線刺尻魚，為輻鰭魚綱鱸形目鱸亞目蓋刺魚科的其中一個種。

## 分布
本魚分布於太平洋區，包括日本、小笠原群島、台灣、夏威夷群島、中途島等海域。

## 深度
水深12至60公尺。

## 特徵
本魚體側扁，呈橢圓形，體色分為兩部分，體前半部為橘紅色且密佈寶藍色的不規則斑紋；後半部為紫藍色略有紫色網狀斑，尾鰭、胸鰭、腹鰭黃色，背鰭硬棘14枚；背鰭軟條16枚；臀鰭硬棘3枚；臀鰭軟條17枚，體長可達15公分。

## 生態
本魚棲息在岩石區或珊瑚礁區，行一夫一妻制。

## 經濟利用
可做為觀賞魚。